# Nina Gorodetzky
Nina Gorodetzky (hebräisch נינה גורודצקי; * 2. März 1981) ist eine israelische Badmintonspielerin. Sie startet im Parabadminton in der Startklasse WH1 im Einzel, Doppel und Mixed und bereitet sich auf die Teilnahme an den Sommer-Paralympics 2020 in Tokio vor.

## Sportliche Laufbahn
Nina Gorodetzky spielte in ihrer Jugend Tennis. Nach einem Autounfall begann sie mit dem Schwimmen, doch eine weitere Rückenverletzung zwang sie, diesen Sport aufzugeben. Daraufhin wandte sie sich dem Parabadminton zu.
Bei der Badminton-Weltmeisterschaft für Behinderte 2007 in Bangkok errang sie mit Elke Rongen Silber im Doppel. Bei der Europameisterschaft in Dortmund wurde sie 2008 Einzel-Europameisterin. 2011 in Guatemala-Stadt gewann sie mit Schimon Schalom Bronze im Mixed. Bei der EM 2012 in Dortmund gewann sie Bronze im Einzel, nach einer Halbfinalniederlage gegen Karin Suter-Erath. Im Mixed unterlag sie ebenfalls im Halbfinale mit ihrem Partner Schalom Kalvanski dem Duo Thomas Wandschneider und Suter-Erath. 2014 bei der EM in Murcia ist sie im Halbfinale gegen Valeska Knoblauch ausgeschieden. Im Doppel mit Lilia Prokofewa ist sie ebenfalls im Halbfinale Sonja Häsler und Karin Suter-Erath unterlegen. Auch bei der EM in Beek 2016 schied Goretzky im Einzel-Halbfinale gegen Valeska Knoblauch aus.
Die Badminton-Europameisterschaft für Behinderte 2018 in Rodez brachte Gorodetzky und ihrem Partner Amir Levi Gold im Mixed, durch einen Dreisatzsieg über den Russen Konstantin Afinogenow und seine türkische Partnerin Emine Seçkin.